# D. D. Verni
Carlo "D.D." Verni é um baixista americano, mais conhecido por ser membro fundador e compositor da banda de thrash metal Overkill.

## Discografia
com o Overkill:
| - 1985: Feel the Fire - 1987: Taking Over - 1988: Under the Influence - 1989: The Years of Decay - 1991: Horrorscope | - 1993: I Hear Black - 1994: W.F.O. - 1996: The Killing Kind - 1998: From the Underground and Below | - 1999: Necroshine - 1999: Coverkill - 2000: Bloodletting - 2003: Killbox 13 | - 2005: ReliXIV - 2007: Immortalis - 2010: Ironbound - 2012: The Electric Age |